# 特羅伊茨凱 (白采爾克瓦區)
49°39′37″N 30°20′52″E / 49.66028°N 30.34778°E
特羅伊茨凱（烏克蘭語：Троїцьке）是位於烏克蘭北部的村莊，由基辅州白采爾克瓦區的羅基特內市鎮負責管轄。該村始建於1650年，面積20平方公里，海拔高度160米，2001年人口424，人口密度每平方公里21.2人。